# ODTÜ Falcons 2022
Questa voce raccoglie le informazioni riguardanti gli ODTÜ Falcons nelle competizioni ufficiali della stagione 2022.

## 1. Lig 2022

### Stagione regolare
| 18 aprile 2022 1ª giornata | Hacettepe Red Deers | 0 – 37 | ODTÜ Falcons |  |

| 22 maggio 2022 3ª giornata | Koç Rams | 25 – 15 | ODTÜ Falcons |  |

| 29 maggio 2022 4ª giornata | ODTÜ Falcons | 35 – 13 | Sakarya Tatankaları |  |

| 11 giugno 2022 5ª giornata | Gazi Warriors | 9 – 13 | ODTÜ Falcons |  |

| 19 giugno 2022 6ª giornata | ODTÜ Falcons | 2 – 28 | Boğaziçi Sultans |  |

| 25 giugno 2022 Recupero 2ª giornata | Anadolu Rangers | 17 – 0 | ODTÜ Falcons |  |

| 3 luglio 2022 7ª giornata | ITÜ Hornets | 35 – 14 | ODTÜ Falcons |  |

## Statistiche di squadra
| Competizione      | %Vittorie | In casa | In casa | In casa | In casa | In casa | In casa | In trasferta | In trasferta | In trasferta | In trasferta | In trasferta | In trasferta | Totale | Totale | Totale | Totale | Totale | Totale |
| Competizione      | %Vittorie | G       | V       | N       | P       | Pf      | Ps      | G            | V            | N            | P            | Pf           | Ps           | G      | V      | N      | P      | Pf     | Ps     |
| ----------------- | --------- | ------- | ------- | ------- | ------- | ------- | ------- | ------------ | ------------ | ------------ | ------------ | ------------ | ------------ | ------ | ------ | ------ | ------ | ------ | ------ |
| Stagione regolare | .429      | 2       | 1       | 0       | 1       | 37      | 41      | 5            | 2            | 0            | 3            | 79           | 86           | 7      | 3      | 0      | 4      | 116    | 127    |
| Totale            | .429      | 2       | 1       | 0       | 1       | 37      | 41      | 5            | 2            | 0            | 3            | 79           | 86           | 7      | 3      | 0      | 4      | 116    | 127    |